# Själskär (Brändö, Åland)
Själskär är en ö i Åland (Finland). Den ligger i Skärgårdshavet och i kommunen Brändö i landskapet Åland, i den sydvästra delen av landet. Ön ligger omkring 79 kilometer nordöst om Mariehamn och omkring 210 kilometer väster om Helsingfors.
Öns area är 12,5 hektar och dess största längd är 0,6 kilometer i nord-sydlig riktning.  Öns högsta punkt ligger omkring 9 meter över havet.